# 都尔喀尔德月
都尔喀尔德月（阿拉伯语：‎），是伊斯兰历第十一個月。該月的名字意為「休息月」，字根有「坐下」之意。過去，人們自該月起停止商業活動，準備朝聖並坐等下個月朝聖之月的到來。
都尔喀尔德月是伊斯兰历的四个圣月中的第三个。本月禁止打斗。

## 伊斯蘭事件
- 什叶派尊崇的第八位伊玛目阿里·里达生于本月11日。
- 什叶派认为先知尔撒（即耶稣）生于本月25日。
- 什叶派尊崇的第九位伊玛目穆罕默德·塔基·贾瓦德在本月29日殉教。